# Banvallsleden

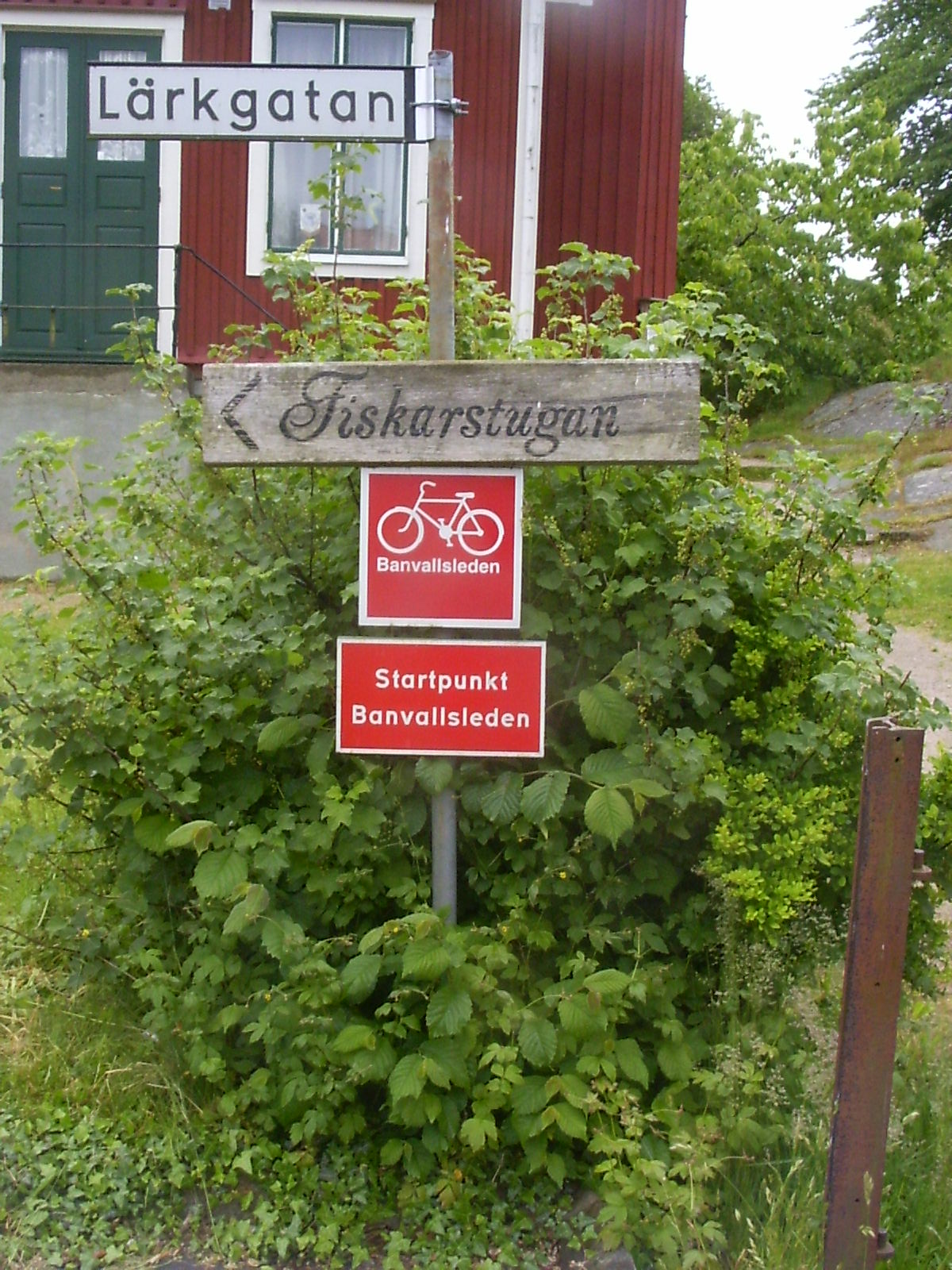
Startpunkt för Banvallsleden i Karlshamn.

Banvallsleden är en cykelled mellan Halmstad och Karlshamn. Leden är cirka 250 kilometer lång och 60 procent av sträckan löper på banvall av Karlshamn–Vislanda,  Vislanda-Bolmens, Halmstads–Bolmens och Hönshylte–Kvarnamåla Järnvägar. 
Från Ebbemåla går en anslutningsled till en sträcka på Sölvesborg–Olofström–Älmhults järnvägs banvallar. 
Svenska Cykelsällskapet ansvarar för skyltning utmed leden.